# Lomená galerie (Olomouc)

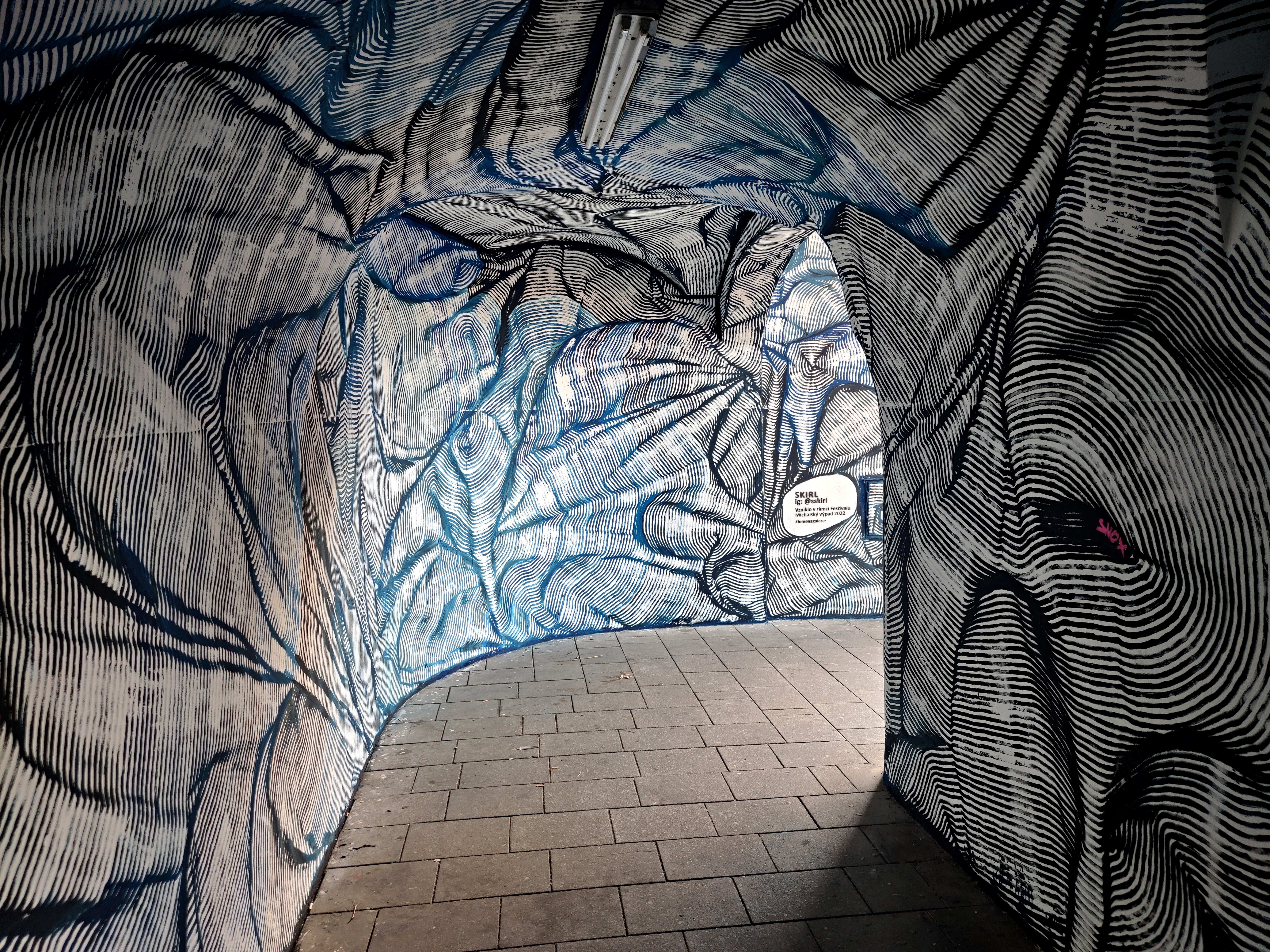
Manuel Skirl, 2022, Lomená Galerie

Lomená galerie je kulturní prostor v Olomouci, který se nachází v tzv. lomeném průchodu, v historickém místě, kde stávala kdysi Nová brána jako hranice olomouckého Předhradí a měšťanského města. V Lomené galerii budou umístěna díla současného street artu od mladých autorů.
Jedná se o nový výstavní prostor, který se nachází v barokní stavbě z let 1701–1708, bývalé školní budovy jezuitské univerzity. V blízkosti tehdejší Nové brány, která spojovala Předhradí s městem a byla zbourána v roce 1787.
Galerie je provozována ve spolupráci s vlastníkem průchodu Vlastivědným muzeem Olomouc (VMO). Projekt Lomené galerie předložil VMO Kamil Zajíček, absolvent Vyšší odborné školy filmové Zlín, který se věnuje vizuální projektům pod označením ARTnative. V roce 2022 v rámci desátého ročníku Michalský výpad Lomenou galerii vyzdobil vídeňský výtvarník a umělec Manuel Skirl.
Google spustil v roce 2014 projekt Open Gallery. Do projektu se galerie zapojila.